# لوئی مارتین
لوئی مارتین (فرانسوی: Louis Martin‎) یک بازیکن واترپلو و شناگر اهل فرانسه بوده است.
از افتخارات وی میتوان به کسب مدال برنز شنا ۴۰۰۰ متر آزاد، ۲۰۰ متر تیمی و واترپلو مردان در بازی‌های المپیک تابستانی ۱۹۰۰ اشاره کرد.